# エフエム西大和
エフエム西大和株式会社は、奈良県北葛城郡王寺町、河合町、上牧町、生駒郡斑鳩町、三郷町の各一部地域を放送区域として超短波放送（FM放送）をする特定地上基幹放送事業者である。
FMハイホーの愛称でコミュニティ放送をしている。

## 概要
1999年（平成11年）7月23日開局。奈良県初の民放ラジオ局である。 
可聴エリアは、ポータブルラジオでは奈良県平野部の中部、および南部の一部。カーラジオでは奈良県北部の一部を除く平野部、および大阪府南東部の約36万世帯（約80万人）としている。
王寺駅前のリーベル王寺東館の地下1Fサンクンガーデンに「地下スタジオ」が、1Fに「地上スタジオ」が設置されている。サテライトスタジオからの生放送番組は公開放送としており、いつでも自由に見ることが出来る。開局当初は、白鳳女子短期大学の国際交流会館内にサテライトスタジオを設けていた。
2020年11月現在、大阪市のソフトウェア開発会社ウィズオノウェアの代表及び会社が半数の株式を保有し、実質子会社化している（2019年3月 - 2020年4月の間に株式が移動している）。
2021年6月21日、奈良労働基準監督署は同社と同社代表取締役を最低賃金法違反（給与の未払い）で書類送検した。
2022年4月にウィズオノウェアの下で経営体制が変わり、現在に至っている。
2025年2月に開局した大阪府八尾市のやおFMで、昼ドキ814のネットを開始している。やおFMからは「プライムアングル792」（月曜 - 木曜 10:00 - 12:00）をネットし、相互放送している。

## 番組
- 昼ドキ814（平日 12:00 - 14:00）